# Giulio Gabrielli
Giulio Gabrielli le Vieux (né à Rome, capitale de l'Italie, en 1604 et mort le 31 août 1677 dans la même ville) est un cardinal italien du XVIIe siècle. Il est un neveu du cardinal Orazio Lancellotti (1611), un parent du pape Clément X et du cardinal Giulio Gabrielli le Jeune (1811).

## Repères biographiques
Giulio Gabrielli est issu d'une famille féodale noble italienne de Gubbio, en Ombrie. Il est référendaire au tribunal suprême de la Signature apostolique et clerc et doyen de la Chambre apostolique.
Il est créé cardinal par le pape Urbain III lors du consistoire du 16 décembre 1641. En 1642 il est élu évêque de Ascoli Piceno. De 1643 à 1646 il est co-légat apostolique d'Urbino avec le cardinal Francesco Barberini. En 1670 il est nommé administrateur in commendam de Rieti, gouverneur général de Fermo et légat apostolique de Romagne.
Le cardinal Gabrielli participe au conclave de 1644, lors duquel Innocent X est élu, au conclave de 1657 (élection d'Alexandre VII), de 1667 (élection de Clément IX), au conclave de 1669-1670 (élection de Clément X) et au conclave de 16767 (élection d'Innocent XII).